# Мураманга
Мураманга (фр. Moramanga) — город на Мадагаскаре. Название Мура-манга буквально означает «дешевые манго». Мураманга также является столицей народа безанозано (одна из восемнадцати этнических групп Мадагаскара). В городе располагается епархия Мураманги.

## История
В ночь на 29 марта 1947 года именно в Мураманге началось Мадагаскарское восстание против французского колониального господства.

## География
Расположен на востоке центральной части острова, на плато между центральными возвышенностями и восточным побережьем. Административный центр округа Мураманга в регионе Алаотра-Мангоро. В окрестностях города располагаются заповедник Аналамазоатра и национальный парк Андасибе-Мантадиа.

## Население
Население по данным на начало 2012 года составляет 34 299 человек; население по данным переписи 1993 года составляло 18 767 человек.

## Транспорт
Национальная трасса № 2 соединяет Мураманга с городами Антананариву (на западе) и Туамасина (на востоке). Город находится на пересечении железнодорожных веток. Это единственный (кроме столицы) железнодорожный узел в стране.